# Nathan Tjoe-A-On
Nathan Tjoe-A-On (Rotterdam, 22 december 2001) is een Indonesisch-Nederlands voetballer van Surinaamse afkomst die doorgaans als verdediger speelt.

## Carrière

### Excelsior
Nathan Tjoe-A-On speelde in de jeugd van VV Nieuwerkerk en Excelsior, waar hij in 2019 een contract tot medio 2021 tekende. Hij zat in het seizoen 2019/20 regelmatig bij de selectie van het eerste elftal van Excelsior, maar debuteerde pas het seizoen erna. Dit debuut vond plaats op 9 oktober 2020, in de met 1-1 gelijkgespeelde uitwedstrijd tegen FC Eindhoven. Hij begon in de basis als linksback als vervanger voor de geschorste Brandon Ormonde-Ottewill en werd in de 64e minuut vervangen door Robin van der Meer.
Tussen januari en april 2021 moest Tjoe-A-On een groot aantal wedstrijden missen vanwege een enkelblessure. Ook het overgrote deel van de eerste seizoenshelft van 2021/22 moesst Tjoe-A-On wegens blessureleed missen. Wel was Tjoe-A-On basisspeler in de zes play-offwedstrijden die het speelde om promotie naar de Eredivisie af te dwingen. Op 6 augustus 2022 maakte Tjoe-A-On tegen SC Cambuur (2-0 winst) zijn debuut in de Eredivisie. Op 10 september scoorde hij tegen FC Emmen (2-1 overwinning) zijn eerste doelpunt in het betaalde voetbal.

### Swansea City
Hij vertrok in 2023 naar Wales om te spelen voor Swansea City. Hij tekende een contract voor drie seizoenen tot de zomer van 2026 bij de Championship-club. Daar speelde hij in de eerste seizoenshelft geen minuut. 

### SC Heerenveen
In de winter van 2024 werd hij voor de rest van het seizoen verhuurd aan sc Heerenveen. Daar maakte hij op 11 februari zijn debuut als invaller tegen AFC Ajax.

## Clubstatistieken
| Seizoen | Club            | Competitie     | Competitie | Competitie | Beker | Beker | Overig | Overig | Totaal | Totaal |
| Seizoen | Club            | Competitie     | Wed.       | Dlp.       | Wed.  | Dlp.  | Wed.   | Dlp.   | Wed.   | Dlp.   |
| ------- | --------------- | -------------- | ---------- | ---------- | ----- | ----- | ------ | ------ | ------ | ------ |
| 2020/21 | Excelsior       | Eerste divisie | 10         | 0          | 1     | 0     | 0      | 0      | 11     | 0      |
| 2021/22 | Excelsior       | Eerste divisie | 10         | 0          | 0     | 0     | 6      | 0      | 16     | 0      |
| 2022/23 | Excelsior       | Eredivisie     | 29         | 1          | 1     | 0     | 0      | 0      | 30     | 1      |
| 2023/24 | Swansea City    | Championship   | 0          | 0          | 0     | 0     | 0      | 0      | 0      | 0      |
| 2023/24 | → SC Heerenveen | Eredivisie     | 2          | 0          | 0     | 0     | 0      | 0      | 2      | 0      |
| TOTAAL  | TOTAAL          | TOTAAL         | 51         | 1          | 2     | 0     | 6      | 0      | 59     | 1      |

## Interlandcarrière
In maart 2024 werd hij voor het eerst opgeroepen voor het nationale elftal van Indonesië, dat in die periode veel Nederlanders met een Indonesische achtergrond polste voor een overstap naar Indonesië. Op 21 maart 2024 maakte hij tegen Vietnam zijn debuut voor Indonesië, Vijf dagen later gaf hij, in een wedstrijd waar ook onder meer bekende Nederlandse Indonesiërs speelde als Jay Idzes, Ragnar Oratmangoen en Thom Haye, zijn eerste assist voor Indonesië, op Oratmangoen.